# Chinsura
Chinsura var tidigare en stad i Indien men är numera en del av staden Hugli-Chinsurah. Hugli anlades 1537 av portugiserna, medan däremot holländare grundlade Chinsura 1656.
Chinsura blomstrade tack vare sitt fördelaktiga läge. 1795-1814, medan Holland som Bataviska republiken, Kungariket Holland  samt ockuperat tillhörde Frankrike, hölls Chinsura besatt av en brittisk garnison för Hollands räkning, och 1824 blev det brittisk besittning i utbyte mot de brittiska besittningarna på Sumatra.